# Dasychira nox
Dasychira nox är en fjärilsart som beskrevs av Collenette 1938. Dasychira nox ingår i släktet Dasychira och familjen tofsspinnare. Inga underarter finns listade i Catalogue of Life.